# ألبرتو ميغيل
ألبرتو ميغيل (بالإسبانية: Alberto Miguel)‏ مواليد 29 مايو 1977، هو لاعب كرة سلة إسباني بدأ مسيرته الاحترافية في سنة 1996. يبلغ طوله 6 قدم 2 بوصة (1.9 م).

## روابط خارجية
- ألبرتو ميغيل على موقع الدوري الإسباني لكرة السلة (الإسبانية)
- ألبرتو ميغيل على موقع كرة السلة الأوروبية.كوم (الإنجليزية)
- ألبرتو ميغيل على موقع ريلجم (الإنجليزية)
- ألبرتو ميغيل على موقع بروبوليرز (الإنجليزية)
- ألبرتو ميغيل على موقع سبورتس رفرنس (الإنجليزية)